# Biggles od velbloudích stíhaček
Biggles od velbloudích stíhaček (v originále The Camels Are Coming), je dobrodružná kniha spisovatele W. E. Johnse, jež byla poprvé vydána v září roku 1932. Jde o první knihu o Bigglesovi. Dějově se jedná o 5. knihu.
Sedm povídek vyšlo nejprve od dubna do října 1932 na pokračování v časopise Popular Flying, všech 17 povídek pak během roku 1933 v časopise The Modern Boy.
V češtině vyšla poprvé v roce 1938 v nakladatelství Toužimský & Moravec.
V českém vydání byly poslední dvě povídky, kvůli chronologii děje, převedeny do knihy Biggles: Návrat velbloudích stíhaček a nahrazeny prvními dvěma povídkami z této knihy. Důvodem byl nejspíše fakt, že se odehrávají na konci války a uzavírají tak celé období.

## Děj
Kniha se skládá ze 17 povídek. Poprvé se zde vyskytne Algy, Bigglesův bratranec.

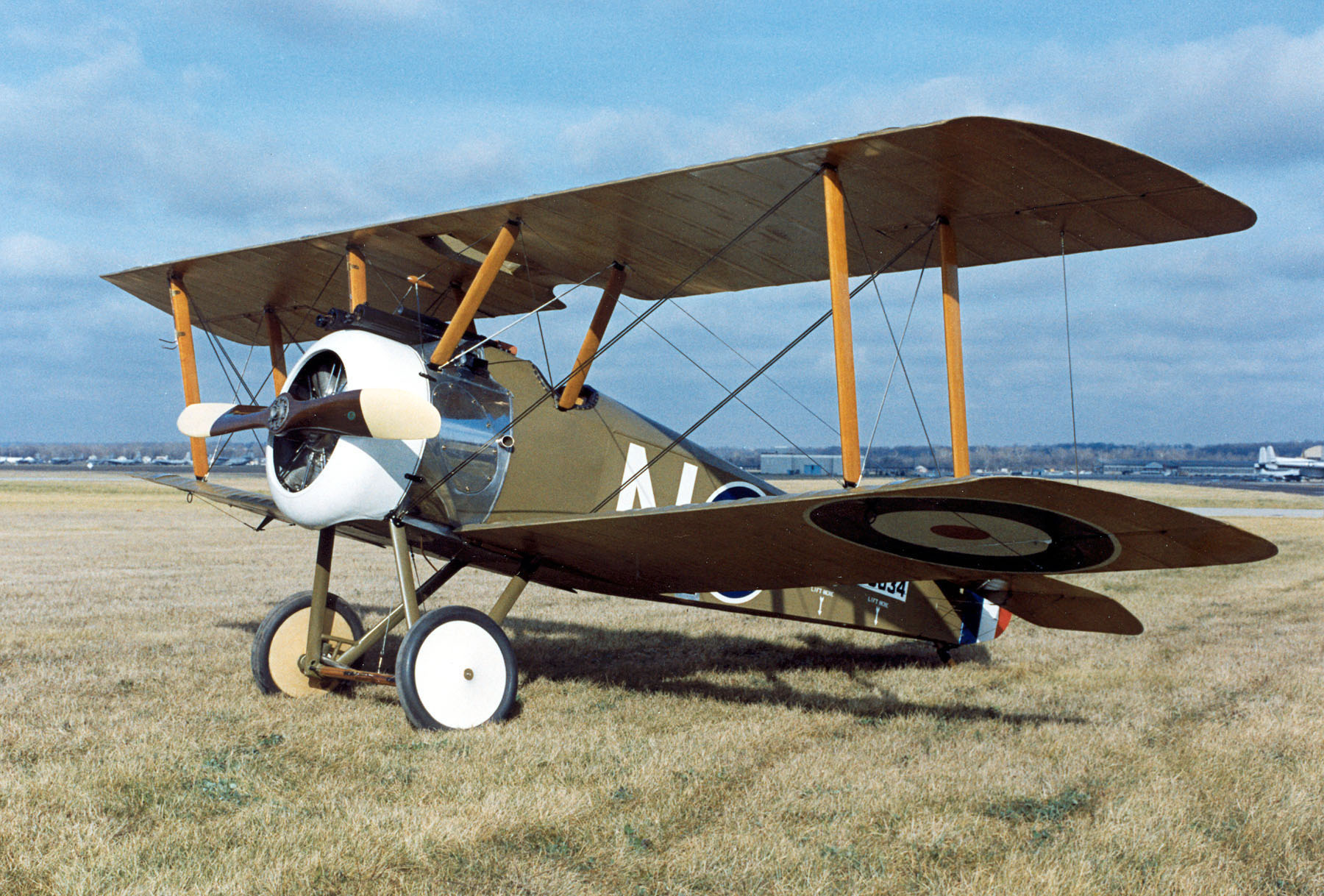
Velbloudí stíhačka Sopwith Camel.

Velbloudími stíhačkami jsou míněny letadla Sopwith Camel (camel je anglicky velbloud).
Děj se odehrává na frontě ve Francii.